# Mouche du céleri
Euleia heraclei
Espèce
La mouche du céleri (Euleia heraclei) est une espèce d'insectes diptères, nuisible, de la famille des Tephritidae (mouches à fruits).

## Cycle annuel
La mouche d'hiver pond ses œufs en avril et mai. Sa larve se nourrit en creusant des galeries dans les feuilles d'Apiaceae pendant environ un mois. Elle se transforme en pupe en dehors de la feuille puis en mouche d'été qui va pondre à nouveau ses œufs sur les feuilles de céleri. Elle passera l'hiver sous forme de pupe enfouie dans le sol.

## Description
La forme adulte mesure environ 6 mm de long, a les yeux bleu-vert et le corps foncé presque noir pour la mouche d'hiver, clair, jaune orangé pour la mouche d'été.

## Répartition
On la trouve dans presque toute l'Europe et en Asie mineure.